# Schrankia aegrota
Schrankia aegrota är en fjärilsart som beskrevs av Emilio Berio 1962. Schrankia aegrota ingår i släktet Schrankia och familjen nattflyn. Inga underarter finns listade.